# Erich Redman
Erich Redman (* 1964 in der Sowjetunion) ist ein deutscher Schauspieler.

## Leben
Redman wurde als Sohn deutscher Immigranten in der Sowjetunion geboren und wuchs zunächst in Tadschikistan auf. Im Rahmen der Ost-West-Entspannung durfte die Familie 1972 als Russlanddeutsche nach Deutschland zurückkehren, wo sie sich in Wolfsburg niederließ. Im Anschluss an seine schulische Ausbildung nahm er ein Studium der Betriebswirtschaftslehre an der Hochschule Reutlingen auf, wobei er nach dem Auslandsstudium an der Middlesex University und dem Abschluss als Bachelor of Business Administration in London verblieb. Nach verschiedenen Anstellungen arbeitete er als Übersetzer für eine Werbefirma in Soho, wo er 1991 zufällig an eine Voice-over-Rolle kam. Daraufhin nahm er drei Jahre Schauspielunterricht in Deutschland und hatte 1994 sein Fernsehdebüt in der BBC-Serie Lovejoy. 1996 spielte er eine wiederkehrende Gastrolle in der ITV-Serie The Nock. Weitere Fernsehrollen stellte er unter anderem in Die Profis – Die nächste Generation, Lewis – Der Oxford Krimi und The Night Manager dar. Nur selten war Redman in deutschen Produktionen zu sehen, die Ausnahmen stellen Auftritte in Ein Fall für zwei und Der Clown dar. 
Nach seinem Spielfilmdebüt im B-Movie Demonsoul im Jahre 1994 erhielt er 1998 eine Rolle als deutscher Weltkriegssoldat in Steven Spielbergs Der Soldat James Ryan. In der Folge war er bei vielen Castern auf diese Rolle festgelegt, die er unter anderem in U-571, Die Liebe der Charlotte Gray, Captain America: The First Avenger und Die Auserwählten – Helden des Widerstands darstellte.

## Filmografie (Auswahl)

### Film
- 1998: Der Soldat James Ryan (Saving Private Ryan)
- 2000: U-571
- 2001: Die Liebe der Charlotte Gray (Charlotte Gray)
- 2004: Fat Slags
- 2006: Flug 93 (United 93)
- 2006: Flying Scotsman – Allein zum Ziel (The Flying Scotsman)
- 2006: The Illusionist
- 2011: Captain America: The First Avenger
- 2013: Rush – Alles für den Sieg (Rush)
- 2014: Jack Ryan: Shadow Recruit
- 2015: The Danish Girl
- 2015: Die Frau in Gold (Woman in Gold)
- 2016: Die Auserwählten – Helden des Widerstands (Chosen)
- 2018: Operation: Overlord (Overlord)
- 2019: Automata

### Fernsehen
- 1999: Die Profis – Die nächste Generation (CI5: The New Professionals)
- 2000: Ein Fall für zwei
- 2001: Der Clown
- 2008: Lewis – Der Oxford Krimi (Lewis)
- 2016: The Night Manager
- 2017: Victoria
- 2020: Devils

### Videospiele
- 1998: Spyro the Dragon
- 1998: Metal Gear Solid (Otacon)
- 1999: Ape Escape (Specter)
- 1999: Spyro 2: Ripto's Rage (Jäger)
- 2000: Spyro Year of the Dragon (Jäger)
- 2004: Half-Life 2 (Barney Calhoun)
- 2005: Call of Duty 2 (Deutscher Soldat)
- 2006: Call of Duty 3 (Deutscher Soldat)
- 2008: Call of Duty: World at War (Deutscher Soldat)